# Ide (Tochter des Korybas)
Ide (altgriechisch Ἴδη Ídē), Tochter des Korybas, ist eine Gestalt der griechischen Mythologie.
Als Gemahlin des kretischen Königs Lykastos wurde sie Mutter von Minos, Sarpedon und Rhadamanthys, die als Enkel der gleichnamigen alten Herrscher Eingang in die Mythologie fanden. Je nach Quelle überschneidet sich ihre Biographie manchmal mit Ide, einer Nymphe des kretischen Idagebirges.